# Тенчинские
Те́нчинские (пол. Tęczyńscy) ― польский шляхетский род герба «Топор». Во время правления последнего из Пястов и Ягеллонов Тенчинские ― самая богатая и могущественная семья в Польше. Родовое поместье ― замок Тенчин (XIV век).

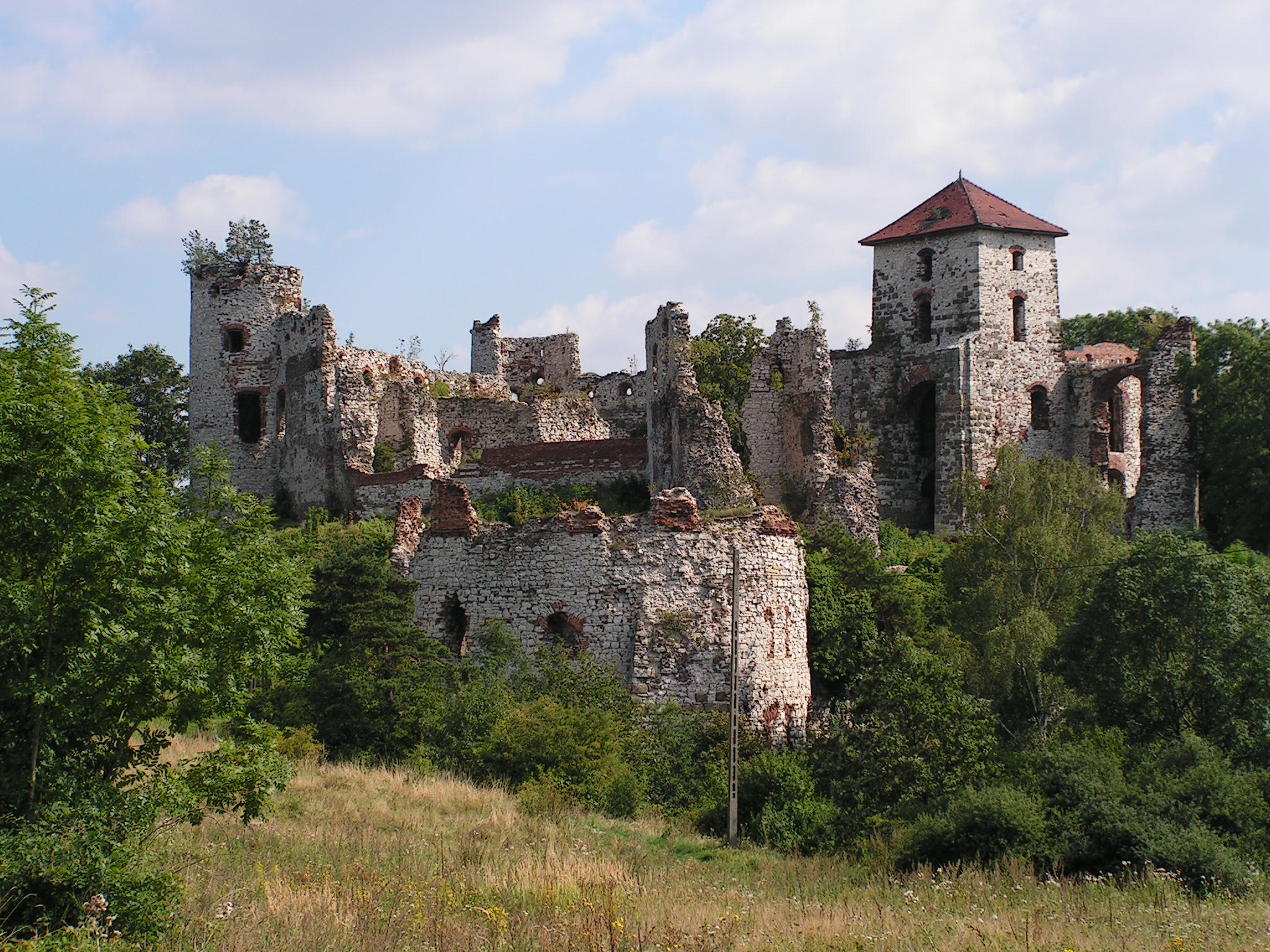
Руины замка Тенчинских в Рудно

## Наиболее известные представители рода
- Катушка из Моравицы (ум. 1331), каштелян краковский.
- Анджей Тенчинский (ум. 1369), воевода краковский.
- Ян Тенчинский (ум. 1405), сын Анджея Тенчинского, каштелян краковский, советник короля Владислава Ягайло.
- Анджей Тенчинский (ум. 1461), брат Яна Тенчинского (ум. 1470); его потомки приняли фамилию Рабжинских.
- Ян Тенчинский (между 1408 и 1410―1470), внук Яна Тенчинского (ум. 1405), воевода краковский в 1438—1459, каштелян краковский с 1459 по 1470. Супруга ― Барбара Дамбровска. Дети: Анджей, Збигнев, Станислав, Сендивой, Николай и Габриэль, Барбара, Ядвига, Беата.
- Анджей Тенчинский (1412 или 1413―1461), сын Яна (ум. 1470), воевода краковский; растерзан разъярённой толпой после жестокого избиения им городского оружейника, о чём была сложена Песнь об убийстве Анджея Тенчинского.
- Збигнев Тенчинский (1450― 1498), сын Яна (ум. 1470), подстолий сандомирский в 1479—1481, каштелян краковский, львовский (1497—1498) и мальборский (1485—1495), эксперт Земельного суда Львова, доверенный советник короля Казимира IV Ягеллона. Супруга ― Катажина Плешевска из Плешева (ум. 1488), дочь Николая из Плешева (ум. 1469). Дети: Ян, подкоморий краковский; Анджей, каштелян краковский, секретарь королевский; Анна Кошелевска (ум. 1525), супруга Яна, воеводы вроцлавского.
- Сендивой Тенчинский (1420― 1479), сын Яна (ум. 1470), каноник Кракова (1460—1461), ректор Краковской академии (1461—1462), королевский секретарь.
- Николай Тенчинский, воевода русский и бельский.
- Станислав Тенчинский (ум. 1487), каштелян хелмский, наместник в Белзе.
- Габриэль Тенчинский (1430―1497), сын Яна (ум. 1470), каноник в Кракове (1480), затем отказался от церковной карьеры. Владелец ключа моравского в окрестностях Кракова. Принимал участие в походе Яна Ольбрыхта в Молдавию, где был убит в сражении. Супруга ― Анна из Конинской Воли. Дети: Ян, Станислав и Анджей, Елена, Барбара, Беата, Анна.
- Ян Тенчинский (1492―1541), воевода белзский, подольский, русский и сандомирский.
- Катажина Тенчинская, княгиня слуцкая, мать слуцких князей Юрия, Яна-Семёна и Александра Олельковичей[1].
- Анджей Тенчинский (ум. 1536), внук Яна (ум. 1470), сын Габриэля (ум. 1497), воевода люблинский, сандомирский и каштелян краковский, в 1527 году получил наследственный графский титул.
- Ян Баптист Тенчиньский (1540—1563), государственный деятель, дипломат.
- Анджей Тенчинский (ум. 1561), внук Яна (ум. 1470), воевода люблинский, каштелян краковский.

Мужская линия Тенчинских пресеклась в 1637, когда умер Ян Магнус Тенчинский, внук Анджея Тенчинского (ум. 1561).